# خوسيه لويس مارتينيز-ألميدا
خوسيه لويس مارتينيز-ألميدا هو سياسي إسباني، ولد في 17 أبريل 1975 في مدريد في إسبانيا. نشط حزبياً في الحزب الشعبي (1995 – 1995).

## مناصب
- انتخب  (2011 – 2013).
- انتخب Director General of Historical Heritage of the Community of Madrid ‏ (2007 – 2011).
- انتخب عمدة مدريد (15 يونيو 2019 – ).
- في 2015 Madrid City Council election [الإنجليزية]‏، انتخب مستشار مدريد  [لغات أخرى]‏ (13 يونيو 2015 – ).